# Лебяжский сельсовет
Лебя́жский сельсове́т — муниципальное образование со статусом сельского поселения в Далматовском районе Курганской области Российской Федерации.
Административный центр — село Лебяжье.

## История
В соответствии с Законом Курганской области от 6 июля 2004 года № 419 сельсовет наделён статусом сельского поселения.

## Население
| 1989 | 2002 | 2010 | 2012 | 2013 | 2014 | 2015 |
| ---- | ---- | ---- | ---- | ---- | ---- | ---- |
| 288  | ↗501 | ↘388 | ↘364 | ↘345 | ↘326 | ↘307 |
| 2016 | 2017 | 2018 | 2019 | 2020 |      |      |
| ↘305 | ↘286 | ↘280 | ↘267 | ↘254 |      |      |

## Состав сельского поселения
| № | Населённый пункт | Тип населённого пункта       | Население |
| - | ---------------- | ---------------------------- | --------- |
| 1 | Лебяжье          | село, административный центр | ↘254      |